# Stipendium ur Gerard Bonniers donationsfond
Stipendium ur Gerard Bonniers donationsfond är ett litterärt stipendium instiftat 1992 som delas ut av Svenska Akademien och ska tilldelas unga, lovande författare. Prissumman är på två gånger 75 000 svenska kronor (2015).

## Pristagare (urval)
- 2000 – Petter Lindgren och Lotta Lotass
- 2001 – Einar Askestad och Eva-Stina Byggmästar
- 2002 – Aase Berg och Cecilia Davidsson
- 2003 – Erik Andersson och Eva-Marie Liffner
- 2004 – Mattias Alkberg och Sara Stridsberg
- 2005 – Johanna Nilsson och Mirja Unge
- 2006 – Fred Andersson och Jörgen Lind
- 2007 – Jonas Hassen Khemiri och Pauline Wolff
- 2008 – Andrzej Tichý och David Vikgren
- 2009 – Pär Hansson och Alexandra Coelho Ahndoril
- 2010 – Linnéa Axelsson och Viktor Johansson
- 2011 – Jonas Karlsson och Måns Wadensjö
- 2012 – Johannes Anyuru och Catharina Gripenberg
- 2013 – Linda Boström Knausgård och Johanna Holmström
- 2014 – Therese Bohman och Gertrud Hellbrand
- 2015 – Tomas Bannerhed och Tove Folkesson
- 2016 – Negar Naseh och Lina Wolff
- 2017 – Johanna Holmström och Malte Persson
- 2018 – Carolina Setterwall och Wera von Essen
- 2019 – Karolina Ramqvist och Amanda Svensson[2]
- 2020 – Maria Broberg och Emma Holm[3]
- 2021 – Anna Fock och Sara Villius[4]
- 2022 – Johan Espersson och Isabella Nilsson[5]
- 2023 – Lyra Ekström Lindbäck och Martina Moliis-Mellberg[6]
- 2024 – Jonas Enander och Julia Ravanis[7]

### Fotnoter
1. ↑  ”Stipendium ur Gerard Bonniers donationsfond”. Svenska Akademien. Arkiverad från originalet den 13 september 2012. https://archive.is/20120913130101/http://www.svenskaakademien.se/information/pressinformation/2011/stipendium-ur-gerard-bonniers-donationsfond. Läst 9 juni 2012.
2. ↑  ”Stipendium ur Gerard Bonniers donationsfond | Svenska Akademien”. www.svenskaakademien.se. https://www.svenskaakademien.se/press/stipendium-ur-gerard-bonniers-donationsfond-13. Läst 23 december 2019.
3. ↑  ”Högtidssammankomst 2020 | Svenska Akademien”. www.svenskaakademien.se. https://www.svenskaakademien.se/akademien/sammankomster/hogtidssammankomsten/hogtidssammankomst-2020. Läst 21 december 2021.
4. ↑  ”Högtidssammankomst 2021 | Svenska Akademien”. www.svenskaakademien.se. https://www.svenskaakademien.se/akademien/sammankomster/hogtidssammankomsten/hogtidssammankomst-2021. Läst 21 december 2021.
5. ↑  ”Stipendium ur Gerard Bonniers donationsfond”. www.svenskaakademien.se. https://www.svenskaakademien.se/press/stipendium-ur-gerard-bonniers-donationsfond-14. Läst 16 november 2023.
6. ↑  ”Stipendium ur Gerard Bonniers donationsfond”. www.svenskaakademien.se. https://www.svenskaakademien.se/press/gerard-bonniers-donationsfond-2023. Läst 28 november 2024.
7. ↑  ”Stipendium ur Gerard Bonniers donationsfond”. www.svenskaakademien.se. https://www.svenskaakademien.se/press/gerard-bonniers-donationsfond-2024. Läst 8 januari 2025.